# Gallegos (La Coruña)
Gallegos (llamada oficialmente San Martiño de Galegos) es una parroquia del municipio de Frades, en la provincia de La Coruña, Galicia, España.

## Entidades de población
Entidades de población que forman parte de la parroquia:
- O Barreiro
- O Castro
- O Paraxón
- Outeiro (O Outeiro)
- Pazo (O Pazo)
- Ponte (A Ponte)
- Reboredo
- Vista Alegre

## Demografía
| Gráfica de evolución demográfica de Gallegos entre 2000 y 2018 |
|                                                                |
| Población de derecho según el padrón municipal del INE         |